# Erich Marcks (général)
Pour les articles homonymes, voir Erich Marcks.
Erich Marcks (6 juin 1891 à Schöneberg - 12 juin 1944 à Hébécrevon, Saint-Lô) est un General der Artillerie allemand qui a servi au sein de la Heer dans la Wehrmacht pendant la Seconde Guerre mondiale.
Il est l'auteur de la première ébauche de l'opération Barbarossa, appelée Opération Draft East, jugeant que l’atteinte de la ligne Arkhangelsk-Astrakhan serait un objectif suffisant, et que la Wehrmacht l'atteindrait en 9 à 17 semaines. Il a été décoré de la croix de chevalier de la croix de fer avec feuilles de chêne à titre posthume.

## Biographie
Le général Erich Marcks est le fils de l'historien Erich Marcks. Erich Marcks étudie le droit à l'université de Fribourg à partir de 1909 et étudie plusieurs langues en parallèle. Le 1er octobre 1910, il s'engage comme volontaire d'un an dans l'armée wurtembergeoise. Il est affecté à la 3e batterie du 76e régiment d'artillerie de campagne, régiment dans lequel il est promu lieutenant le 21 décembre 1911. Avant la Première Guerre mondiale, il appartient au 9e régiment d'artillerie de campagne.
En décembre 1940 il est nommé à la tête de la 101e division légère, qui est engagée lors de la bataille de Grèce. Le 26 juin 1941, au 4ème jour de l'opération Barbarossa, il est gravement blessé à la jambe près de Przemysl (Ukraine) et doit être amputé.
Après sa convalescence, il est nommé Général de la 337e Division d'Infanterie de Mars 1942 à Septembre 1942. Marcks est ensuite promu Général d'artillerie et nommé au commandement du LXXXIVe corps d'armée allemand en Normandie qui fit face au débarquement allié du 6 juin 1944.
Marcks avait montré dès le mois de mai 1944 la fragilité de la défense du front de terre de la forteresse de Cherbourg lors d'un exercice avec le corps franc Messerschmitt. Il avait fait déboucher celui-ci entre deux Widerstandsnest, précisément là où les troupes du général Collins déboucheront.
Le 6 juin 1944, Marcks devait se rendre à Rennes pour un Kriegsspiel réunissant les commandants des secteurs de Normandie. Le quartier-général du LXXXIVe corps d'armée de Marcks fut, selon le livre le Jour le plus long, le premier QG allemand important à recevoir un rapport d'une attaque alliée dans la nuit du 5 au 6 juin. Marcks était encore éveillé lorsqu'il reçut, à 2 h 11 du matin (heure anglaise), un appel de Wilhelm Richter, commandant la 716e division allemande, signalant l'atterrissage de parachutistes.
Il meurt à Hébécrevon (à côté de Saint-Lô) au milieu de ses soldats dans un fossé le 12 juin 1944 peu après l'attaque aérienne de sa voiture. Il reçoit à ce titre la croix de chevalier de la croix de fer avec feuilles de chêne à titre posthume.
Dietrich von Choltitz lui succède du 20 juin au 28 juillet 1944 à la tête du LXXXIVe corps.

## Culture populaire
Marcks apparaît dans le film Le Jour le plus long, où son rôle est joué par l'acteur Richard Münch. Le film dit (ce qui ne figure pas dans le livre) qu'il devait jouer le rôle des Alliés au Kriegsspiel, où il comptait débarquer en Normandie par mauvais temps puisque la Wehrmacht attendait que les Alliés débarquent dans le Pas-de-Calais par beau temps. Dans les dernières scènes, le film fait une allusion cachée à sa mort, lorsque son aide de camp passe devant lui au soir du 6 juin portant des valises et lui expliquant : « Il faut partir Herr General, la route est constamment attaquée par les avions ». Ce dernier répond d'un ton entre ironie et détachement : « Ah oui, vraiment ? ».

## Décorations
- Croix de fer (1914)
  - 2e classe
  - 1re classe
- Insigne des blessés (1914)
  - en Noir
- Croix hanséatique de Hambourg
- Croix d'honneur des combattants 1914-1918
- Médaille de service de longue durée de la Wehrmacht 4e à 2e classe
- Agrafe de la croix de fer (1939)
  - 2e classe
  - 1re classe
- Croix de chevalier de la croix de fer
  - Croix de chevalier le 26 juin 1941
  - Feuilles de chêne le 24 juin 1944 (à titre posthume)
- Mentionné dans le bulletin quotidien radiophonique de l'Armée : le Wehrmachtbericht le 13 juin 1944.